# Divisor (lengua)
Divisor es, en el grupo de los determinantes, la clase de cuantificador numeral que divide el núcleo del sintagma nominal: "Media loncha".
En español solo se dispone de medio/a; a veces se emplean casi como prefijoides también tercio o cuarto: "Tercio-finalista", "cuarto-finalista" sin que lleguen a establecerse concordancias claras. Lo más usual es que el resto de las fracciones se indiquen, bien recurriendo al sufijo -av-, bien por medio de construcciones partitivas del estilo "un tercio de", "un cuarto de" etcétera. 
- Datos: Q5811821